# 劉棟 (嘉靖進士)
劉棟（1512年—？），字曰隆，一字隆吉，號思菴，直隸任丘縣（今河北省任丘市）人，軍籍，明朝政治人物。

## 生平
嘉靖十三年（1534年）中式順天府鄉試第三十一名舉人。嘉靖十四年（1535年）聯捷乙未科二甲第八十四名進士。曾任户部主事兼小滩税监，为官清廉，一毫不染。后升任户部员外郎，官至山西潞安府知府。因与上司不睦而被免职。

## 家族
曾祖劉惠；祖父劉淮，曾任典史；父劉珏，曾任引禮，母蘇氏。重庆下。